# Cap Canaille
Capo Canaille è un promontorio della Francia meridionale, situato tra La Ciotat e i Calanchi, vicino Cassis. La roccia calcarea rossastra è composta da detritici.
Con un'altezza di 399 metri sul livello del mare, e la più alta scogliera in Francia, ben più alta di quella di Étretat, nonché una delle più elevate dell'Europa continentale.
Il nome provenzale è Cap Naio. Cap Cannaille, il nome francese, è un errore di traduzione.

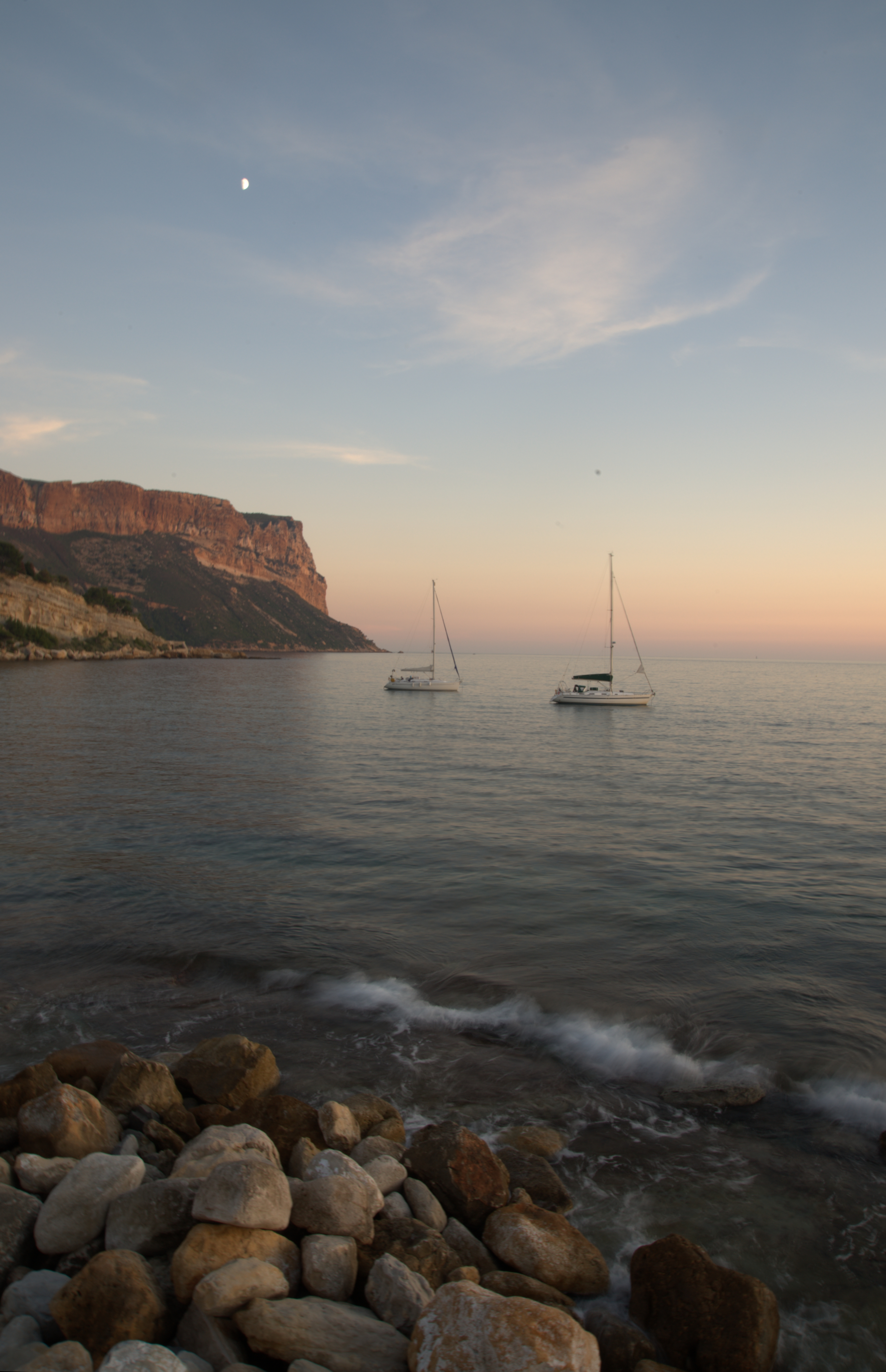
Cap Canaille vista dal porto di Cassis
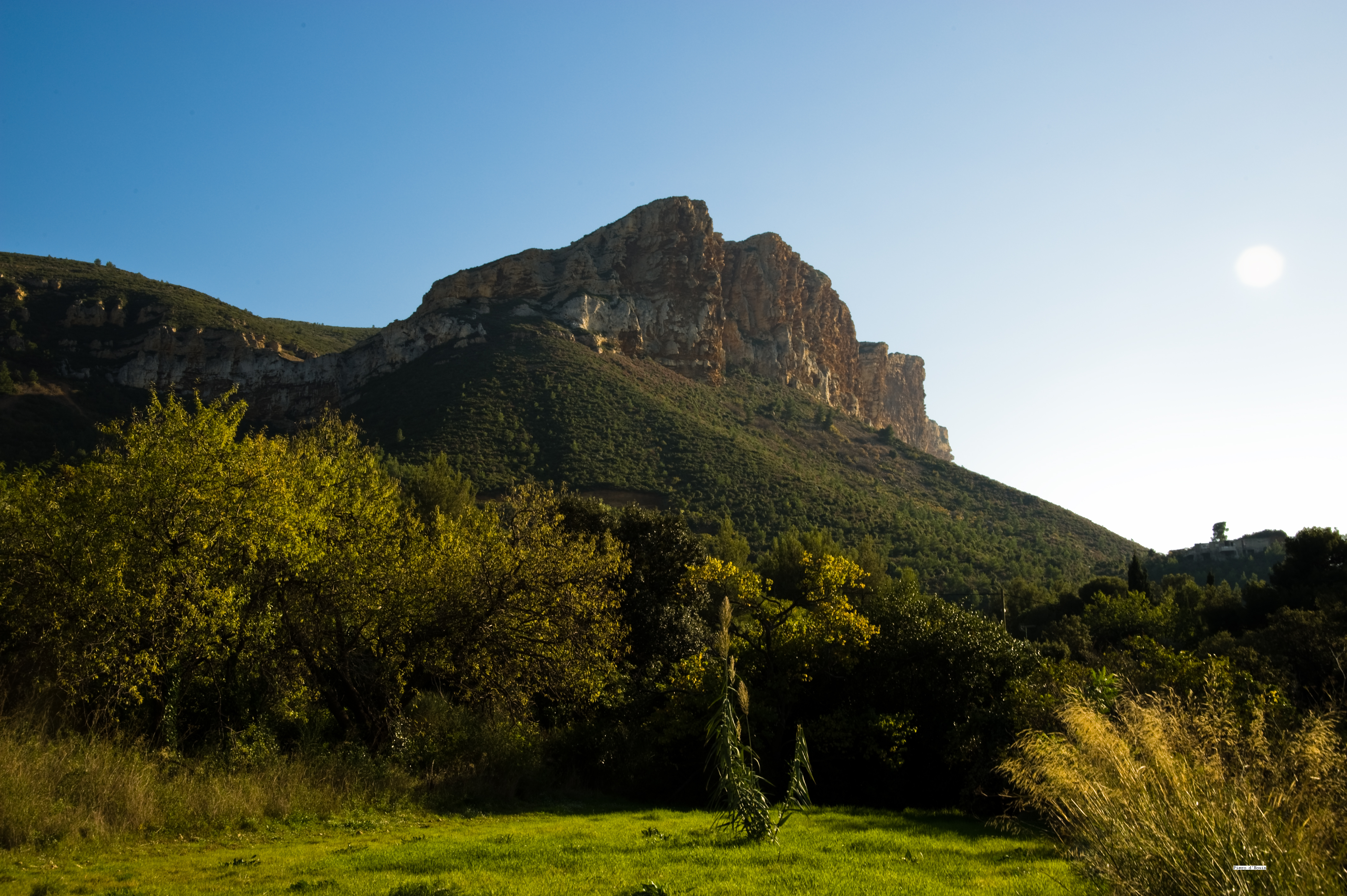
Cap Canaille vista con giardini